# Paradiarsia coturnicula
Paradiarsia coturnicula is een vlinder uit de familie van de uilen (Noctuidae). De wetenschappelijke naam van de soort is voor het eerst geldig gepubliceerd in 1892 door Graeser.